# Woodsford Castle

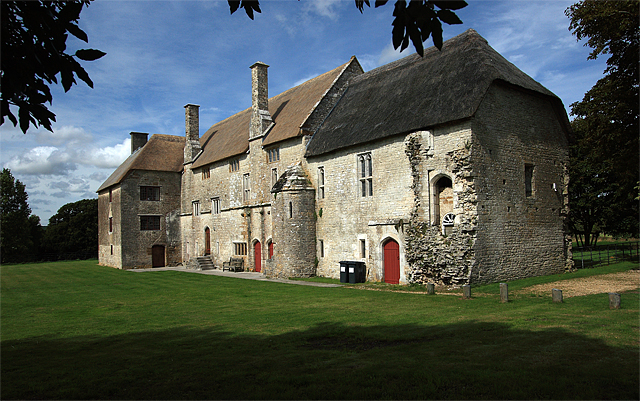
Woodsford Castle

Woodsford Castle ist ein befestigtes Herrenhaus an den Ufern des River Frome, etwa 6,5 km östlich von Dorchester in der englischen Grafschaft Dorset.

## Grundherrschaft
Im Domesday Book von 1086 ist die Grundherrschaft als „Waredesfor“ eingetragen, was der Historiker John Hutchins im 18. Jahrhundert als „Furt über die Varia“ interpretierte. Heute denkt man, dass der Name „Furt des Weard“ (Eigenname) bedeutet. Zwei Gehöfte waren registriert, die man als „East Woodsford“ (das heutige Dorf) und „West Woodsford“ (heute Woodsford Castle) interpretiert.

## Herrenhaus
Woodsford Castle ist der bis heute erhaltene Flügel eines Herrenhauses aus dem 14. Jahrhundert. König Eduard III. gewährte William des Whitefield 1335 eine Erlaubnis, sein Herrenhaus zu befestigen (engl.: „Licence to Crenellate“). Das Haus hatte das größte geschindelte Dach in der ganzen Grafschaft. Es wurde vom Landmark Trust restauriert. English Heritage hat das Herrenhaus als historisches Bauwerk I. Grades gelistet.